# Aedh di Scozia
Áed Mac Cináeda, in inglese Aedh, Edus o Heth MacKenneth (... – Nrurim, 878), è stato re di Scozia dall'877 all'878.

## Biografia

### Le dubbie origini
Era figlio minore di Kenneth I di Scozia e fratello del predecessore, Costantino I. In realtà il suo legame con gli Alpin non è certo, perché viene menzionato come figlio di Kenneth I solo a partire dall'XI secolo, e ciò ha portato gli storici a sospettare che la parentela sia stata un'invenzione di alcuni cronachisti scozzesi medievali.
Era detto Aedh Piede Alato per la sua prestanza fisica, come spiegato da Giovanni di Fordun.

### Breve regno e morte
Divenne re degli Scozzesi e dei Pitti nell'877, quando il fratello Costantino morì in un agguato dei suoi nemici. In realtà, che fosse stato parente o no del vecchio re, potrebbe comunque essersi trattata di un'usurpazione in violazione della legge della tanistry: la sua ascesa non venne riconosciuta da molti signori scozzesi che gli si opposero fin dall'inizio, scatenando così una guerra civile.
Dopo pochi mesi si scontrò in battaglia coi suoi avversari presso Strathallan, vicino Stirling, e venne sconfitto. Gravemente ferito, soccombette poco tempo dopo nella vicina città di Nrurim, oggi non più esistente. Aveva regnato per un anno scarso.

## Discendenza
Aedh ebbe due figli noti:
- Costantino, che divenne in seguito re di Scozia;
- Donald.

## Ascendenza
|                      |   |   | Genitori |  |  | Nonni |  |  | Bisnonni               |  |  | Trisnonni            |  |
|                      |   |   |          |  |  |       |  |  | Eochaid IV di Dalriada |  |  | Áed Find di Dalriada |  |
|                      |   |   |          |  |  |       |  |  | Eochaid IV di Dalriada |  |  | Áed Find di Dalriada |  |
|                      |   | … |          |  |  |       |  |  | Eochaid IV di Dalriada |  |  |                      |  |
| Alpin II di Dalriada |   |   |          |  |  |       |  |  | Eochaid IV di Dalriada |  |  |                      |  |
|                      |   | … | …        |  |  |       |  |  |                        |  |  |                      |  |
|                      |   | … | …        |  |  |       |  |  |                        |  |  |                      |  |
|                      |   | … | …        |  |  |       |  |  |                        |  |  |                      |  |
| Kenneth I di Scozia  |   | … |          |  |  |       |  |  |                        |  |  |                      |  |
|                      |   | … | …        |  |  |       |  |  |                        |  |  |                      |  |
|                      |   | … | …        |  |  |       |  |  |                        |  |  |                      |  |
|                      |   | … | …        |  |  |       |  |  |                        |  |  |                      |  |
| …                    |   | … |          |  |  |       |  |  |                        |  |  |                      |  |
|                      |   | … | …        |  |  |       |  |  |                        |  |  |                      |  |
|                      |   | … | …        |  |  |       |  |  |                        |  |  |                      |  |
|                      |   | … | …        |  |  |       |  |  |                        |  |  |                      |  |
| Aedh di Scozia       |   | … |          |  |  |       |  |  |                        |  |  |                      |  |
|                      | … | … |          |  |  |       |  |  |                        |  |  |                      |  |
|                      | … | … |          |  |  |       |  |  |                        |  |  |                      |  |
|                      | … | … |          |  |  |       |  |  |                        |  |  |                      |  |
| …                    | … |   |          |  |  |       |  |  |                        |  |  |                      |  |
|                      |   | … | …        |  |  |       |  |  |                        |  |  |                      |  |
|                      |   | … | …        |  |  |       |  |  |                        |  |  |                      |  |
|                      |   | … | …        |  |  |       |  |  |                        |  |  |                      |  |
| …                    |   | … |          |  |  |       |  |  |                        |  |  |                      |  |
|                      |   | … | …        |  |  |       |  |  |                        |  |  |                      |  |
|                      |   | … | …        |  |  |       |  |  |                        |  |  |                      |  |
|                      |   | … | …        |  |  |       |  |  |                        |  |  |                      |  |
| …                    |   | … |          |  |  |       |  |  |                        |  |  |                      |  |
|                      |   | … | …        |  |  |       |  |  |                        |  |  |                      |  |
|                      |   | … | …        |  |  |       |  |  |                        |  |  |                      |  |
|                      |   | … | …        |  |  |       |  |  |                        |  |  |                      |  |
|                      |   | … |          |  |  |       |  |  |                        |  |  |                      |  |